# Mundo de fantasía

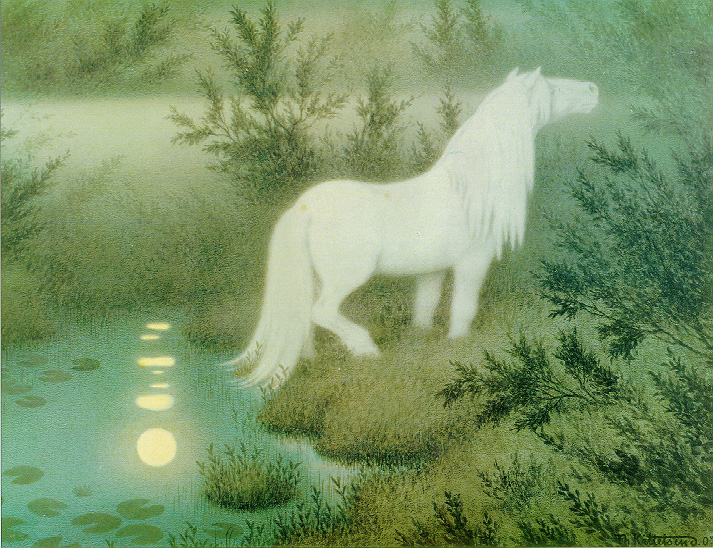
"La Nix como un caballo blanco" por Theodor Kittelsen: folclore transformado en un mundo de fantasía.

Un mundo de fantasía es un tipo de universo de ficción usado en la ficción de género fantástico, por ejemplo en novelas o en juegos. Un mundo de fantasía tipo suele involucrar magia o habilidades mágicas frecuentemente, pero no siempre, ya esté inspirado en la Edad Media o en el futuro. Algunos mundos pueden ser universos paralelos en ficción tenuemente conectados con la Tierra vía portales mágicos o mediante objetos; una Tierra ficticia ubicada en el remoto pasado o en el futuro; o un mundo enteramente independiente ubicado en otro universo.
Muchos mundos de fantasía se basan en gran medida en la historia, la geografía y la sociología del mundo real, y también en la mitología y el folclore.

## Función de la trama
El escenario de la obra de fantasía a menudo cobra gran importancia para la trama y los personajes de la historia. El escenario en si puede verse en peligro por el villano de la historia, sufrir una calamidad y ser restaurado por la transformación que pueda mostrar la historia. Las historias que usan el escenario de fantasía en su obra solo como un mero telón de fondo de la historia han sido frecuentemente criticadas por su incapacidad para utilizar este plenamente.
Incluso cuando la tierra misma no está en peligro, esto es a menudo utilizado simbólicamente, para subrayar los estados de ánimo.

## Cuentos de Hadas y fantasía cómica
La fantasía de los cuentos de hadas suele presentar un mundo que opera bajo la misma lógica que los cuentos de hadas de los que se derivan, mientras que algunas obras de este subgénero desarrollan sus mundos profundamente, alejándose de la estampa tradicional.
La fantasía cómica puede o no ignorar toda posibilidad lógica si su propósito es el humor, particularmente si está parodiando la construcción de un mundo de fantasía, como por ejemplo el libro de Diana Wynne Jones, Dark Lord of Derkholm (El señor oscuro de Derkholm) que ganó el Mythopoeic Fantasy Award en 1999 en la sección infantil, o puede que la ilógica del escenario esté completamente dentro de la comedia, como en la obra de L. Sprague de Camp Solomon's Stone (La piedra de Salomón), donde el mundo de fantasía está poblado por las figuras heroicas y glamurosas que la gente sueña con ser, lo que resulta en una severa escasez de trabajadores, en las mundanas industrias de ese mundo de fantasía ya que nadie se imagina serlo. La mayoría de los otros subgéneros de la fantasía se resienten si el mundo creado no es creíble y coherente.

## El retiro de la magia
En lugar de crear su propio mundo de fantasía, muchos autores deciden ubicar sus novelas en el pasado de la Tierra. Con el fin de explicar la ausencia de magia y elementos mágicos en el presente, estos autores suelen introducir un concepto que a veces es llamado "el retiro o la retirada de la magia" también llamado "adelgazamiento" (thinning), que explica porqué la magia y otros elementos fantásticos no están presentes en la actualidad: Por ejemplo, en El Señor de los Anillos, la destrucción del Anillo Único no sólo derrotó a Sauron, sino que también destruyó el poder de los Tres Anillos de los elfos, lo que resulta en su partida hacia el oeste al final de la historia. La fantasía que sucede en el presente necesariamente tiene lugar en lo que pretende ser el mundo real, y no un mundo de fantasía. Puede, sin embargo, incluir referencias a la retirada de la magia.

## Juegos de rol
Dungeons & Dragons, el primer gran juego de rol, ha creado a lo largo de su historia multitud de mundos de fantasía (llamados "escenario de campaña"), con personajes, lugares, historias y sociedades reconocibles. Los reinos olvidados son quizá el más extensamente desarrollado de estos mundos. Estos elementos de detalle pueden ser una gran parte de lo que atrae a la gente a los juegos de rol.
Muchos escritores de fantasía establecidos han criticado el éxito de Dungeons and Dragons y la ficción fantástica que ha inspirado, debido a que está influyendo en los nuevos escritores a leer sus libros en vez de leer la literatura original y la mitología de la cual ésta ha surgido.

### Citas
1. ↑  Brian Attebery, The Fantasy Tradition in American Literature, p 166-7, ISBN 0-253-35665-2
2. ↑  John Grant and John Clute, The Encyclopedia of Fantasy, "Imaginary lands", p 495-5 ISBN 0-312-19869-8
3. ↑  John Grant and John Clute, The Encyclopedia of Fantasy, "Land", p 558 ISBN 0-312-19869-8
4. ↑  John Grant and John Clute, The Encyclopedia of Fantasy, "Fantasyland", p 341 ISBN 0-312-19869-8
5. ↑  Michael Moorcock, Wizardry & Wild Romance: A Study of Epic Fantasy p 72-3 ISBN 1-932265-07-4
6. ↑  John Grant and John Clute, The Encyclopedia of Fantasy, "Thinning", p 942 ISBN 0-312-19869-8